# Icona Pop
Icona Pop (prononcé en anglais : /aɪˈkɒnə pɒp/) est un duo suédois de DJ, Caroline Hjelt et Aino Jawo, originaires de Stockholm, formé en 2009 et jouant de l'electro house, punk et de l'indie pop.

## Histoire
Caroline Hjelt (née le 8 novembre 1987) et Aino Jawo (née le 7 juillet 1986 d'une mère finlandaise et d'un père africain) se sont rencontrées par hasard lors d’une fête en février 2009. Le groupe s’est formé dès le lendemain. Leur pseudonyme provient de l’expression « icônes pop » prononcée avec l’accent italien.  Leur premier single, Manners, sorti en 2011 est très bien reçu par la critique. Le duo a également collaboré avec le groupe Chiddy Bang, sur la chanson Mind your Manners de l'album intitulé Breakfast. Puis en mai 2012 paraît le single I Love It qui rencontrera un succès planétaire. Leur second opus intitulé, This is… Icona Pop sort en 2013, lancé par le single Girlfriend.
Les deux artistes sont de retour en 2014 avec le titre Let's Go en collaboration avec Néerlandais Tiësto, inclus dans l'album A Town Called Paradise de ce dernier.
Elles ont fait la première partie de la tournée On the Road Again du groupe One direction en 2015, pour l'Amérique du Nord.

## Discographie

### Films
Les Trolls : Satin et Chenille

### Albums
- Icona Pop (2012) 55e en Suède[4]
- This is… Icona Pop (en) (2013)
- Club Romantech (2023)

### EPs
- Nights Like This (2011)
- Iconic (2012)

### Singles
| Titre                                     | Années | Positions dans les charts | Positions dans les charts | Positions dans les charts | Positions dans les charts | Positions dans les charts | Positions dans les charts | Positions dans les charts | Positions dans les charts | Positions dans les charts | Positions dans les charts |          |    | Certification                                                        | Album     |
| Titre                                     | Années | SWE                       | AUS                       | AUT                       | CAN                       | GER                       | IRE                       | NLD                       | NZ                        | SWI                       | US                        | US dance | UK | Certification                                                        | Album     |
| ----------------------------------------- | ------ | ------------------------- | ------------------------- | ------------------------- | ------------------------- | ------------------------- | ------------------------- | ------------------------- | ------------------------- | ------------------------- | ------------------------- | -------- | -- | -------------------------------------------------------------------- | --------- |
| I Love It (avec Charli XCX)               | 2012   | 62                        | 3                         | 3                         | 9                         | 3                         | 8                         | 16                        | 9                         | 10                        | 67                        | 45       | 64 | - SWE: Platine - AUS: 4× Platine - CAN: Or - NZ: Or - US: 3x Platine | Icona Pop |
| We Got the World                          | 2012   | 29                        | —                         | —                         | —                         | —                         | —                         | —                         | —                         | —                         | —                         | —        | —  |                                                                      | Icona Pop |
| Girlfriend                                | 2013   | 57                        | 55                        | 27                        | —                         | 17                        | 32                        | 17                        | —                         | 73                        | —                         | 36       | —  |                                                                      |           |
| All Night                                 | 2013   | —                         | 65                        | 43                        | 34                        | 34                        | 20                        | 37                        | —                         | 75                        | 11                        | 1        | 31 |                                                                      |           |
| Emergency                                 | 2015   | 19                        | —                         | —                         | 99                        | —                         | —                         | —                         | —                         | —                         | —                         | 1        | —  | SWE : 2x Platine                                                     |           |
| We Got That Cool (avec Afrojack & Yves V) | 2019   | 87                        | —                         | —                         | —                         | —                         | —                         | —                         | —                         | —                         | 34                        | 54       | 43 |                                                                      |           |